# كريستين لامبارد
كريستين لويز بليكلي (من مواليد 2 فبراير 1979) هي مذيعة من أيرلندا الشمالية. قدمت برامج تلفزيونية مختلفة مع أدريان تشيلز، مثل ون شو عام 2007، برنامج تلفزيوني بريطاني ديبريك عام 2010، بينما قدمت مع فيليب سكوفيلد برنامج الرقص على الجليد عام 2012 وبرنامج هذا الصباح (2013-2016، 2023). وهي ممثلة أيضا واشتهرت بظهورها في فيلم طلاق جاك عام 1998 و مسلسل كوميدي بريطاني يفوق العدد عام 2007. وهي متزوجة من فرانك لامبارد منذ 20 ديسمبر 2015. ولديهما طفلان.

## نشأتها
ولدت كريستين لامبارد في 2 فبراير 1979 في نيوتاوناردز، داون، أيرلندا الشمالية، المملكة المتحدة.